# 4305 Clapton
För andra betydelser, se Clapton.
4305 Clapton eller 1976 EC är en asteroid i huvudbältet som upptäcktes den 7 mars 1976 av Harvard College Observatory. Den är uppkallad efter den brittiske gitarristen och sångaren Eric Clapton.
Asteroiden har en diameter på ungefär 7 kilometer.